# Eliminatoria a la Eurocopa Sub-16 1987
La Eliminatoria a la Eurocopa Sub-16 1987 contó con la participación de 29 selecciones infantiles de Europa para definir a los 15 clasificados a la fase final del torneo a disputarse en Francia junto al país anfitrión.

## Resultados

### Fase de Grupo
| País       | J | G | E | P | GF | GC | GD | Pts |
| ---------- | - | - | - | - | -- | -- | -- | --- |
| Yugoslavia | 4 | 3 | 1 | 0 | 5  | 0  | +5 | 7   |
| Dinamarca  | 4 | 2 | 1 | 1 | 5  | 4  | +1 | 5   |
| Chipre     | 4 | 0 | 0 | 4 | 1  | 7  | -6 | 0   |

| Equipo 1   | Resultado | Equipo 2   |
| ---------- | --------- | ---------- |
| Chipre     | 0-1       | Yugoslavia |
| Dinamarca  | 0-3       | Yugoslavia |
| Dinamarca  | 3-0       | Chipre     |
| Chipre     | 1-2       | Dinamarca  |
| Yugoslavia | 0-0       | Dinamarca  |
| Yugoslavia | 3-0       | Chipre     |

### Eliminación Directa
| Equipo 1         | Agr.        | Equipo 2             | Ida | Vuelta |
| ---------------- | ----------- | -------------------- | --- | ------ |
| Rumania          | 1-3         | Portugal             | 1-0 | 0-3    |
| Alemania Federal | 4-2         | España               | 2-0 | 2-2    |
| Israel           | 3-0         | Bélgica              | 1-0 | 2-0    |
| Suiza            | 1-8         | Italia               | 1-4 | 0-4    |
| Grecia           | 4-3         | Países Bajos         | 4-0 | 0-3    |
| Islandia         | 2-3         | Alemania Democrática | 1-2 | 1-1    |
| Irlanda          | 1-1 (4-5 p) | Irlanda del Norte    | 1-0 | 0-1    |
| Noruega          | 4-4 (a)     | Finlandia            | 1-2 | 3-2    |
| Hungría          | 0-1         | Escocia              | 0-1 | 0-0    |
| Luxemburgo       | 0-8         | Checoslovaquia       | 0-6 | 0-2    |
| Suecia           | 3-4         | Turquía              | 2-3 | 1-1    |
| Austria          | 2-1         | Bulgaria             | 0-0 | 2-1    |
| Unión Soviética  | 4-1         | Polonia              | 3-0 | 1-1    |